# Moss (album)
 For alternative betydninger, se Moss. (Se også artikler, som begynder med Moss)
{moss} er debutalbummet fra den danske folkemusikgruppe Trolska Polska. Det blev udgivet i 2014. Det blev godt modtaget, og blev nomineret ved Danish Music Awards Folk.

## Modtagelse
{moss} blev godt modtaget og Rootzones anmelder skrev, at det var "en aldeles glimrende, stemningsmættet og særdeles velspillet plade, og anmelderen kan næsten se troldene dukke frem fra hjørner og kroge. De skal være så velkomne, de kære væsner." Den svenske musikside Lira skrev, at "De utmärkta kompositionerna och det mycket dynamiska spelet gör Moss till en fantastiskt bra skiva som har gått varm hos mig sedan den landade i brevlådan, ofta med minst en daglig lyssning." 
Albummet blev nomineret til "Årets udgivelse" ved Danish Music Awards Folk, og Martin Seeberg vandt prisen som "Årets komponist / sangskriver" for sangene på albummet.

## Spor
1. "Kanutten" - 1:40
2. "Sinkadusen" - 2:47
3. "Rumpenisserne" - :07
4. "Trimletrold" - 5:52
5. "Grøffelvalsen" - 3:00
6. "Bjergtrolden" - 4:07
7. "Spirrevippen & Grimlingen" - 4:41
8. "Nyføding" - 6:21
9. "Friergang / Forårsrus" - 4:52
10. "Klumpfod" - 2:15
11. "Gnomen & Sylfiden" - 2:19
12. "Trolls United" - 4:06
13. "Jættepolska" - 3:56
14. "Trollflickan" - 5:35
15. "Mæt Af Dage" - 4:03

## Medvirkende
- Martin Seeberg - violin, bratsch
- Malte Zeberg - kontrabas, mandolin
- Anja Lillemæhlum - cello
- Lasse Væver - nøgleharpe, violin, viola d'Amore
- Magnus Heebøll - percussion
- Søren Røgen - 12-strenget guitar
- Mads Kjøller-Henningsen - fløjte, drejelire, sækkepibe